# Халілбейлі Тебріз Халіл Рза
Халілбейлі Тебріз Халіл Рза огли (азерб. Xəlilbəyli Təbriz Xəlil Rza oğlu 12 лютого 1964, Баку — 31 січня 1992) — Національний Герой Азербайджану; учасник Карабахської війни. Син народного поета Азербайджану Халіла Рзи.

## Біографія
Народився 12 лютого 1964 року у місті Баку. У 1981 році закінчив середню школу № 18 імені М.Мушфіга міста Баку. У 1982 році вступив до Азербайджанського Державного Інституту Мистецтв. Паралельно з навчанням працював освітлювачем на кіностудії «Азербайджанфільм» імені Дж. Джаббарли.

## Участь у боях
Тебріз Халілбейлі у кінці 1991 року направився добровольцем на фронт. Відзначився у боях за села Хроморд та Нахічеванік.  За відвагу, що проявив у боях, був удостоєний нагороди «Сірий вовк» МВС Азербайджану. 31 січня 1992 року відбувся останній бій Тебріза Халілбейлі. Він героїчно загинув під час Дашалтінської операції, що була організована для звільнення Шуші.

## Сім’я
Був одруженим. У нього залишилось 2 дочки.

## Національний Герой

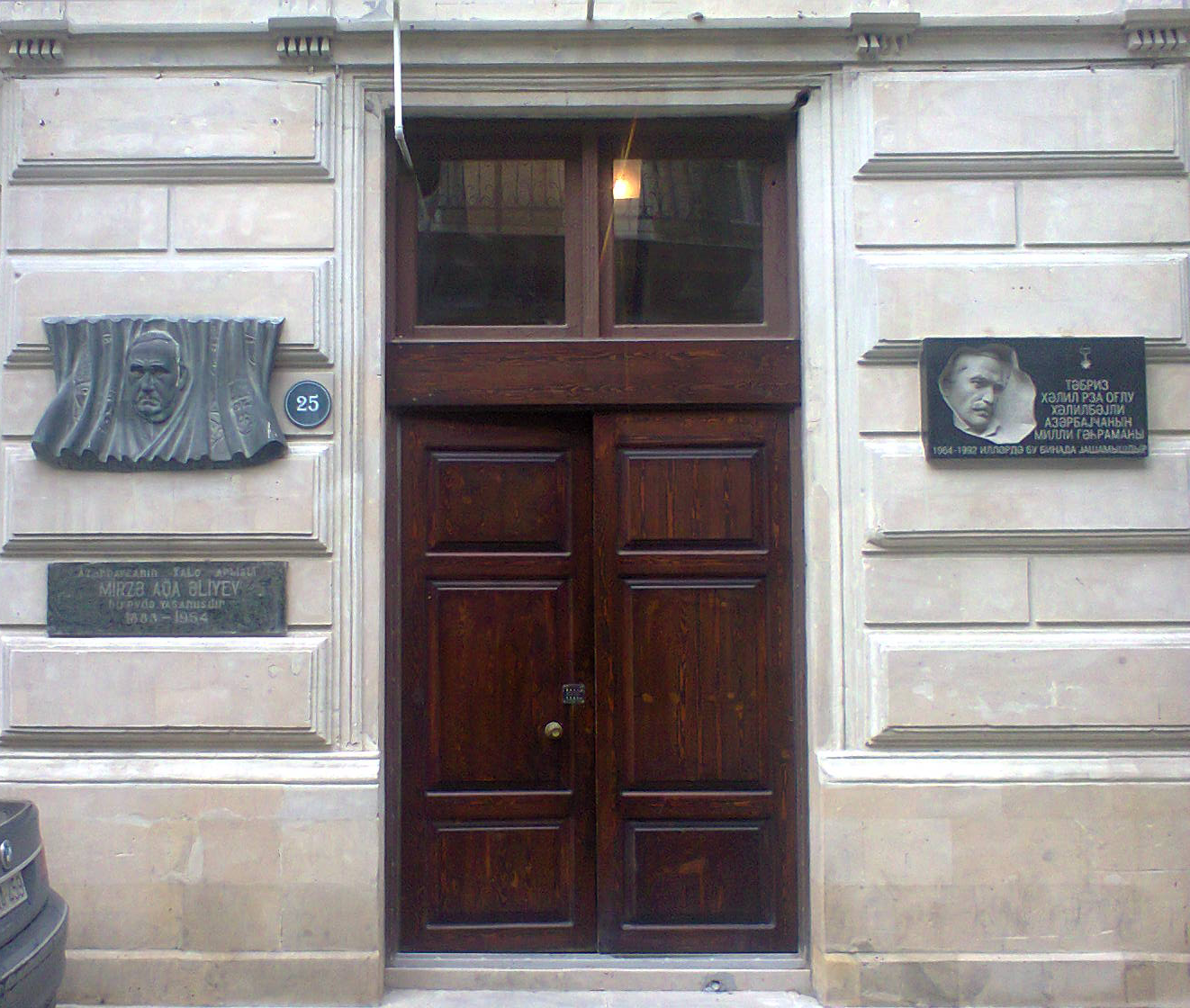
Вулиця Тебріза Халілбейлі

Указом Президента Азербайджанської Республіки № 264 від 8 жовтня 1992 року Халілбейлі Тебрізу Халіл Рза огли було посмертно присвоєно звання Національного Герою Азербайджану.
Похований на Алея шахідів у місті Баку. 
Його іменем названа вулиця у місті Баку та Сальянському районі. На стіні будинку, де жив Халілбейлі, встановлена меморіальна дошка.